# 大根刑
大根刑（だいこんけい、古代ギリシア語: ἀπο-ραφανίδωσιςῥαφανιδόω）は、古代ギリシアのアテナイなどで行われていた姦淫罪に対して肛門に大根を強制的に挿入する体罰である。ラファニドーシス（Rhaphanidosis）とも言われる。
大根刑は秘密の性交（ὁ μοιχός, moichós）をおこなった者、家長の娘との結婚以外で性交をした者も罰せられた。「法律によれば」妻または娘が行為に巻き込まれた場合、彼は制裁を恐れることなく「秘密の性交」を罰することができた。極端な場合、この罰は「秘密の性交をおこなった者」の殺害である可能性があるが、体罰または補償を要求する目的での懲役も含まれる可能性がある。考えられる刑罰の1つは、大根刑だった。この中で秘密の性交は大根で肛門をレイプし、罪人の陰毛を焼いて取り除いた肉体的な痛みに加えて、暴力的に犯し心理的な屈辱を与えた。そうでなければギリシャの市民は現行法の下で体罰で罰せられなかったので罰も特別なものであった。これらの罰は子供と奴隷のために制定されていた。
この罰に言及して、古代ギリシャの喜劇詩人ゼナルクスは、アッティカの男が常に立法者（ドラコン）の法に従うなら、既婚女性と一緒に寝ることはほとんど不可能であるという事実を嘲笑した。したがって、この罰に考えなければならなかった。また、喜劇詩人、風刺詩人であるアリストパネスは戯曲『雲』の中で、2人のソフィストが、捕らえられた「モイチョスへの刑罰」について議論し、被害を受けた男性のソフィストは大根罰を執行したいと考えていた。哲学者で植物学者であるテオプラストスの『植物史』には、さまざまな種類の大根が記載されている。これは特定のサイズであったため、罰に使用された大根はコリント産の亜種であると推測できる。
現代の研究者の中には、大根だけでなくカサゴも同じように同じ刑罰で使われたと信じている人もいる。しかし、直腸挿入後は鰓が直立しているため、魚を破壊しなければ取り除くことが出来ない。これに加えて、魚の毒性が遅く、致命的な中毒を引き起こす可能性がある。イギリスの古代史家デイヴィッド・コーエンが提唱した説ではそのような種類の拷問はアテナイではほとんど想定できない。
紀元前一世紀のローマの詩人ガイウス・ウァレリウス・カトゥルスが書いた恋愛詩の中にはカトゥルスのエロメノス（少年の恋人）を怒らせた友人のアウレリウスにこの罰を与えると脅している。この中では魚と大根を肛門に挿入すると言っている。
ガイウス・ウァレリウス・カトゥルスのカルメン第15「手出しをすれば」より該当部分を抜粋
ラテン語
Ah tum te miserum malique fati,
Quem attractis pedibus patente porta
Percurrent raphanique mugilesque.
日本語訳
ああ！その時こそ、君は哀れな奴だ、悲惨な運命だ
足を折り曲げられ肛門を開かれて
大根と魚が出入りすることになるだろう
ラファニーク（raphanique）の大根の品種については、日本では赤カブと呼ばれるテーブルビートの原種、ハツカダイコンなど諸説ある。赤カブは催淫効果があるとされた。
ムギレスク（mugilesque）はトゲのあるカサゴやボラという説などがある。